# Cratere Doppler
Doppler è un grande cratere lunare di 101,79 km situato nella parte sud-orientale della faccia nascosta della Luna.
Il cratere è dedicato al fisico austriaco Christian Doppler.

## Crateri correlati
Alcuni crateri minori situati in prossimità di Doppler sono convenzionalmente identificati, sulle mappe lunari, attraverso una lettera associata al nome.
| Doppler | Coordinate             | Diametro (in km) |
| ------- | ---------------------- | ---------------- |
| B       | 11°35′24″S 159°19′12″W | 34,31            |
| M       | 15°07′48″S 159°53′24″W | 27,37            |
| N       | 16°28′48″S 160°19′12″W | 16,62            |
| W       | 11°00′00″S 162°08′24″W | 15,39            |
| X       | 10°18′00″S 161°49′48″W | 18,13            |